# 卡特羅格斯縣 (紐約州)
卡特羅格斯縣（英語：Cattaraugus County）是美国纽约州西南部的一個縣，南鄰宾夕法尼亚州，面積3,425平方公里。根据2020年美國人口普查，共有人口77,042人。縣治小山谷村。該縣成立於1808年，縣名來自塞尼卡语，意思是「發出臭味的河岸」，指的是岩層間滲出的天然气。